# Charles-Robert Bellenfant
Charles Robert Bellenfant, né à Yzeure (Allier) le 19 octobre 1896 et mort à Paris le 14 juin 1982, est un peintre et illustrateur français.

## Biographie
Membre de la Société des artistes français, il expose au Salon des artistes français en 1929 un Nu (peinture) et un dessin Hôtel rue Juiverie, Lyon. Il participe en 1931 au Salon d'automne en exposant deux panneaux décoratifs nommés L'été et deux toiles Bar sur le port de Calvi et Place de l’Église à Menton.
Professeur (1937) puis Inspecteur divisionnaire du dessin dans les écoles de Paris, il est connu aussi pour des illustrations dans la série du Père Castor.

## Ouvrages
- Bellenfant, L'Atelier d'Arlequin : Tableaux en matériaux collés, Flammarion, coll. « Père Castor », 1937
- Bellenfant, Modelage, Flammarion, coll. « Manuels du Père Castor », 1938